# Tempesta tropicale Washi
La tempesta tropicale Washi, nota nelle Filippine con il nome di Sendong, è stata una tempesta tropicale attiva nelle Filippine che ha causato danni catastrofici nel dicembre 2011. Washi, che significa "aquila" in giapponese, ha impattato la regione di Mindanao il 16 dicembre. In seguito la tempesta ha perso leggermente potenza, ma si è intensificata nuovamente nel Mare di Sulu e ha colpito Palawan il 17 dicembre.

## Storia meteorologica
Il sistema si è dissipato il 19 dicembre.